# Rok (fabeldyr)
 For alternative betydninger, se Rok. (Se også artikler, som begynder med Rok)
En rok (persisk: رخ rokh) er i mytologien, en kæmpe fugl, som efter sigende er så stor, at den fodrer sine unger med elefanter. Den har sin oprindelse i persiske historier, men er nok mest kendt fra eventyret om Sindbad Søfareren fra Tusind og en Nat. 
| Mytologi | Spire Denne artikel om mytologi er en spire som bør udbygges. Du er velkommen til at hjælpe Wikipedia ved at udvide den. |